# Palácio Fialho (Faro)
O Palácio Fialho (ou Colégio do Alto) é um edifício "notável" de Faro de dois pisos, com águas furtadas e que está situado próximo da Ermida de Santo António do Alto. A pedido do industrial João Júdice Fialho, o arquitecto Manuel Norte Júnior concebeu um projecto arquitectónico revivalista da arte clássica francesa. As obras tiveram início em 1915, mas só ficaram concluídas em 1925.. Em 1954 é adquirido pela Diocese do Algarve, nele funcionando, desde essa época, o Colégio de Nossa Senhora do Alto (mais conhecido por Colégio do Alto).

## Ligações exterior
- Site do Colégio do Alto (com fotos do edifício)
- Palácio Fialho no Ministério da Cultura (fotos do Palácio e seus jardins)